# Terri Dendy
Terri Dendy (Estados Unidos, 8 de mayo de 1965) es una atleta estadounidense retirada especializada en la prueba de 4x400 m, en la que consiguió ser subcampeona mundial en pista cubierta en 1993.

## Carrera deportiva
En el Campeonato Mundial de Atletismo en Pista Cubierta de 1993 ganó la medalla de plata en los relevos de 4x400 metros, con un tiempo de 3:32.50 segundos, llegando a meta tras Jamaica (oro).